# Вулиця Бориса Мартоса (Київ)
Ву́лиця Бори́са Ма́ртоса — вулиця в Дніпровському районі міста Києва, житловий масив Лівобережний. Пролягає від вулиці Флоренції і вулиці Ованеса Туманяна до проспекту Соборності.
Прилучаються вулиця Євгена Сверстюка (двічі) та проїзд без назви (міст через Русанівський канал) до вулиці Ентузіастів. Від прилучення вулиці Євгена Сверстюка до середньої школи № 125 є перерва у проляганні вулиці.

## Історія
Вулиця виникла в другій половині 60-х років XX століття під назвою Нова. З 1969 року мала назву Плеханова на честь російського революціонера, теоретика і пропагандиста марксизму Георгія Плеханова. Сучасна назва на честь українського політика, вченого та економіста Бориса Мартоса — з 2024 року. Спочатку пролягала від вулиці Євгена Сверстюка до пішохідного містка через Русанівський канал. Пізніше була продовжена до проспекту Соборності.
Існувала також вулиця Плеханова на Микільській слобідці (пролягала від вулиці Раїси Окіпної до лінії метрополітену; до 1957 року мала назву вулиця Петровського, ліквідована в 1970-ті роки в зв'язку зі знесенням старої забудови).
У 1952–1957 роках назву вулиця Плеханова мала сучасна Провіантська вулиця.

## Установи та заклади
- Спеціалізована загальноосвітня школа № 125 з поглибленим вивченням англійської мови (буд. № 2)
- Початкова школа № 128 (буд. № 6)
- Бібліотека імені Григора Тютюнника для дітей (буд. № 4-Б)
- Бібліотека імені Миколи Куліша (буд. № 4-Б)